# Vampyressa nymphaea
Vampyressa nymphaea (Thomas, 1909) è un pipistrello della famiglia dei Fillostomidi diffuso nell'America centrale e meridionale.

## Descrizione

### Dimensioni
Pipistrello di piccole dimensioni, con la lunghezza della testa e del corpo tra 54 e 64 mm, la lunghezza dell'avambraccio tra 35 e 39 mm, la lunghezza del piede tra 9 e 12 mm, la lunghezza delle orecchie tra 14 e 18 mm e un peso fino a 16 g.

### Aspetto
La pelliccia è composta da singoli peli tricolori o talvolta a quattro colori. Le parti dorsali sono bruno-grigiastre più scure alla base e con una indistinta striscia chiara dorsale che si estende dalla zona tra le spalle fino alla groppa, mentre le parti ventrali sono grigie. Il muso è corto e largo. La foglia nasale è ben sviluppata, con i bordi gialli o color crema e lanceolata. Due larghe strisce bianche sono presenti su ogni lato del viso separate da una banda più scura, la prima si estende dall'angolo esterno della foglia nasale fino a dietro l'orecchio, mentre la seconda parte dell'angolo posteriore della bocca e termina alla base del padiglione auricolare.  Le orecchie sono grandi, rotonde, appuntite, marroni scure e con i la base e i bordi giallastri. Il trago è piccolo, giallastro, triangolare, con il bordo posteriore dentellato e un lobo allungato alla base anteriore. Le membrane alari sono marroni o marroni scure. È privo di coda, mentre l'uropatagio è ridotto ad una sottile membrana lungo la parte interna degli arti inferiori, ricoperto di peli dorsalmente e con il margine libero leggermente frangiato. Il calcar è molto corto. Il cariotipo è 2n=26 FNa=48.

## Biologia

### Comportamento
Costruisce dei rifugi arrotolando foglie di piante dei generi Anthurium e Cecropia dove forma piccoli gruppi composti da un maschio e diverse femmine.

### Alimentazione
Si nutre di frutta e talvolta di insetti.

### Riproduzione
Danno alla luce un piccolo due volte l'anno con picchi a febbraio ed agosto.

## Distribuzione e habitat
Questa specie è diffusa nel Nicaragua sud-orientale, in Costa Rica, a Panama, in Colombia ed Ecuador occidentali.
Vive nelle foreste mature sempreverdi fino a 900 metri di altitudine.

## Conservazione
La IUCN Red List, considerato il vasto areale, la popolazione presumibilmente numerosa e la presenza in diverse aree protette, classifica V.nymphaea come specie a rischio minimo (Least Concern)).